# 文奇察城堡
文奇察皇家城堡（Łęczyca Royal Castle）是位於波蘭文奇察的一座中世紀城堡。這座城堡由卡齊米日三世修建於1357年至1370年，最初是一座防禦工事。二戰期間，這座城堡嚴重被毀，自1964年開始重建。

## 外部連結
- （波兰語） Muzeum w Łęczycy

52°03′31″N 19°12′13″E / 52.05861°N 19.20361°E